# Ligier JS31
O JS31 é o modelo da Ligier da temporada de 1988 da Fórmula 1. 
Conduzido por: René Arnoux e Stefan Johansson.

## Resultados[1]
(legenda) 
| Ano  | Chassi | Motor      | Pneus | N° | Pilotos          | 1   | 2   | 3   | 4   | 5   | 6   | 7   | 8   | 9   | 10  | 11  | 12  | 13  | 14  | 15  | 16  | Pontos | Posição  |  |
| ---- | ------ | ---------- | ----- | -- | ---------------- | --- | --- | --- | --- | --- | --- | --- | --- | --- | --- | --- | --- | --- | --- | --- | --- | ------ | -------- |  |
|      |        |            |       |    |                  |     |     |     |     |     |     |     |     |     |     |     |     |     |     |     |     |        |          |  |
|      |        |            |       |    |                  | BRA | SMR | MON | MEX | CAN | USE | FRA | GBR | GER | HUN | BEL | ITA | POR | SPA | JAP | AUS |        |          |  |
| 1988 | JS31   | Judd CV V8 | G     | 25 | René Arnoux      | Ret | NQ  | Ret | Ret | Ret | Ret | NQ  | 18  | 17  | Ret | Ret | 13  | 10  | Ret | 17  | Ret | 0      | NC (15º) |  |
| 1988 | JS31   | Judd CV V8 | G     | 26 | Stefan Johansson | 9   | NQ  | Ret | 10  | Ret | Ret | NQ  | NQ  | NQ  | Ret | 11  | NQ  | Ret | Ret | NQ  | 9   | 0      | NC (15º) |  |